# Myrmelachista rogeri
Myrmelachista rogeri är en myrart som beskrevs av Andre 1887. Myrmelachista rogeri ingår i släktet Myrmelachista och familjen myror.

## Underarter
Arten delas in i följande underarter:
- M. r. manni
- M. r. rogeri
- M. r. rubriceps